# Saison 7 de Chicago Fire
Chronologie
Saison 6 Saison 8
Cet article présente les épisodes de la septième saison de la série télévisée américaine Chicago Fire.

## Généralités
- Aux États-Unis, la saison a été diffusée à partir du 26 septembre 2018 sur le réseau NBC.
- Au Canada, elle est diffusée le vendredi suivant sur le réseau Global.
- En Suisse, elle est diffusée depuis le 25 août 2019 sur RTS Un.
- Au Québec, elle est diffusée depuis le 26 août 2019 sur AddikTV.
- En France, elle est diffusée depuis le 9 septembre 2019 sur 13e rue.

## Distribution

### Acteurs principaux
- Jesse Spencer (VF : Guillaume Lebon) : Capitaine Matthew Casey
- Taylor Kinney (VF : Thomas Roditi) : Lieutenant Kelly Severide
- Kara Killmer (VF : Victoria Grosbois) : Sylvie Brett
- Eamonn Walker (VF : Thierry Desroses) : Chef de bataillon Wallace Boden
- David Eigenberg (VF : Franck Capillery) : Lieutenant Christopher Herrmann
- Yuri Sardarov (VF : Olivier Augrond) : Brian « Otis » Zvonecek
- Joe Minoso (VF : Loïc Houdré) : Joe Cruz
- Christian Stolte (VF : Paul Borne) : Randy « Mouch » McHolland
- Miranda Rae Mayo (VF : Charlotte Corréa) : Stella Kidd
- Annie Ilonzeh (VF : Véronique Picciotto) : Emily Foster[1],[2]

### Acteurs récurrents et invités
- La distribution principale de Chicago PD
- La distribution principale de Chicago Med
- Melissa Ponzio (VF : Élisa Bourreau) : Donna Robbins-Boden
- Robyn Coffin (VF : Nathalie Gazdik): Cindy Herrmann, la femme de Christopher Herrmann.
- Steven Boyer (en) (VF : Charles Pestel) : Assistant Deputy Commissioner Jerry Gorsch[1]
- Kristen Gutoskie (VF : Alexandra Ansidei) : Chloe[3]
- Teddy Sears (VF : Emmanuel Lemire) : Kyle Sheffield[4]
- Tye White (en) (VF : Donald Reignoux) : Tyler[5]
- Jordan Belfi : Bradley Boyd[6]
- Gary Cole (VF : Patrick Poivey) : Chef Carl Grissom (épisodes 1,15,16)

### Développement
Le 9 mai 2018, NBC renouvelle la série pour une septième saison.
Le 15 mai 2018, Monica Raymund qui interprétait Gabriela Dawson depuis le début de la série, annonce qu'elle quitte la série après six saisons et ne fera donc pas partie de cette septième saison. Deux couples font de grands mouvements relationnels alors qu'un suspense enflammé termine la septième saison.

## Liste des épisodes

### Épisode 1:Loin des yeux
- États-Unis : 26 septembre 2018
- Canada : 28 septembre 2018[7]
- Suisse : 25 août 2019 sur RTS Un
- Québec : 26 août 2019 sur AddikTV
- France : 9 septembre 2019 sur 13e rue
- Belgique : 28 février 2020 sur RTL TVI

Matt Casey s'occupe des retombées du départ de Gabriela Dawson à Porto Rico. De leurs côtés, Kelly Severide et Stella Kidd passent un bon moment matinal. À la caserne, le couple s'inquiète au sujet du lieutenant de l'échelle 81. Sylvie Brett se voit attribuer une nouvelle équipière: Emily Foster. Au briefing, Wallace Boden apprend à ses subordonnés que Connie a obtenu sa maîtrise en conseillère éducative et quitté la caserne. Toute l'équipe est ensuite appelée pour un homme coincé dans un monte-charges. Après l'intervention, Otis poursuit sa partie d'échecs avec un collègue mystère. Wallace retrouve une connaissance: Jerry Gorsch qui a été promu assistant du directeur et est contraint de travailler avec lui. Matt décide, après discussion avec Kelly Severide, d'appeler son épouse pour prendre de ses nouvelles. Le chef de la caserne fait part à ses deux lieutenants de son inquiétude au sujet de l'arrivée de Jerry. Alors que son équipe et lui sont allés faire le plein pour leur fourgon, Kelly et ses hommes portent secours à un homme de chantier, brûlé vif pour avoir touché une ligne électrique avec un marteau-piqueur.

### Épisode 2:Entrée en guerre
- États-Unis : 3 octobre 2018
- Canada : 5 octobre 2018
- Suisse : 30 août 2019 sur RTS 1
- France : 9 septembre 2019 sur SyFy
- Belgique : 28 février 2020 sur RTL-TVI

### Épisode 3:Trente pour cent d'illusion
- États-Unis: 10 octobre 2018
- Canada : 12 octobre 2018
- Suisse : 1er septembre 2019 sur RTS 1
- France : 16 septembre 2019 sur 13e Rue
- Belgique : 6 mars 2020 sur RTL-TVI

### Épisode 4:Ce n'est pas de la charité
- États-Unis : 17 octobre 2018
- Canada : 19 octobre 2018
- Suisse : 8 septembre 2019 sur RTS 1
- France : 16 septembre 2019 sur SyFy
- Belgique : 6 mars 2020 sur RTL-TVI

### Épisode 5:Un mélange volatile
- États-Unis : 24 octobre 2018
- Canada : 26 octobre 2018
- Suisse : 15 septembre 2019 sur RTS 1
- France : 23 septembre 2019 sur SyFy
- Belgique : 13 mars 2020 sur RTL-TVI

### Épisode 6:Un pompier d'exception
- États-Unis : 31 octobre 2018
- Canada : 2 novembre 2018
- Suisse : 15 septembre 2019 sur RTS 1
- France : 23 septembre 2019 sur SyFy
- Belgique : 13 mars 2020 sur RTL-TVI

 États-Unis : 7,97 millions de téléspectateurs (première diffusion)

### Épisode 7:Le Premier Jour de ta nouvelle vie
- États-Unis : 7 novembre 2018
- Canada : 9 novembre 2018
- Suisse : 22 septembre 2019 sur RTS 1
- Belgique : 20 mars 2020 sur RTL-TVI

### Épisode 8:La Solution à tous les problèmes
- États-Unis : 14 novembre 2018
- Canada : 16 novembre 2018
- Suisse : 22 septembre 2019 sur RTS 1
- Belgique : 20 mars 2020 sur RTL-TVI

### Épisode 9:Un duo dynamique
- États-Unis : 5 décembre 2018
- Canada : 7 décembre 2018
- Suisse : 29 septembre 2019 sur RTS 1
- Belgique : 27 mars 2020 sur RTL-TVI

Pendant un appel de Chloe à Cruz, un carambolage se produit : Chloe est grièvement blessée. Naomi et Casey sont reçus par les dirigeants de l'entreprise qui vent des mobil-homes mais tout ne se passe pas comme prévu.

### Épisode 10:Entre ces murs
- États-Unis /  Canada : 9 janvier 2019
- Suisse : 29 septembre 2019 sur RTS 1
- Belgique : 27 mars 2020 sur RTL-TVI

### Épisode 11:À toi de choisir
- États-Unis /  Canada : 16 janvier 2019
- Suisse : 6 octobre 2019 sur RTS 1
- Belgique : 3 avril 2020 sur RTL-TVI

### Épisode 12:La Quête de vérité
- États-Unis /  Canada : 23 janvier 2019
- Suisse : 6 octobre 2019 sur RTS 1
- Belgique : 3 avril 2020 sur RTL-TVI

### Épisode 13:Le Bain polaire
- États-Unis /  Canada : 6 février 2019
- Suisse : 13 octobre 2019 sur RTS 1
- Belgique : 10 avril 2020 sur RTL-TVI

### Épisode 14:Rester soudés
- États-Unis /  Canada : 13 février 2019
- Suisse : 13 octobre 2019 sur RTS 1
- Belgique : 10 avril 2020 sur RTL-TVI

### Épisode 15:Ce que j'ai vu
- États-Unis /  Canada : 20 février 2019
- Suisse : 27 octobre 2019 sur RTS 1
- Belgique : 8 mai 2020 sur RTL-TVI

### Épisode 16:Au bout du canon
- États-Unis /  Canada : 27 février 2019
- Suisse : 3 novembre 2019 sur RTS Un
- Belgique : 8 mai 2020 sur RTL-TVI

### Épisode 17:Déplacer un mur
- États-Unis /  Canada : 27 mars 2019
- Suisse : 3 novembre 2019 sur RTS 1
- Belgique : 15 mai 2020 sur RTL-TVI

### Épisode 18:La Malchance, ça n'existe pas
- États-Unis /  Canada : 3 avril 2019
- Suisse : 10 novembre 2019 sur RTS 1
- Belgique : 15 mai 2020 sur RTL-TVI

### Épisode 19:Orage sur le 51
- États-Unis /  Canada : 24 avril 2019
- Suisse : 10 novembre 2019 sur RTS 1
- Belgique : 22 mai 2020 sur RTL-TVI

### Épisode 20:Faire tout son possible
- États-Unis /  Canada : 8 mai 2019
- Suisse : 17 novembre 2019 sur RTS 1
- Belgique : 22 mai 2020 sur RTL-TVI

### Épisode 21:Déterrer le passé
- États-Unis /  Canada : 15 mai 2019
- Suisse : 17 novembre 2019 sur RTS 1
- Belgique : 29 mai 2020 sur RTL-TVI

Abraham Benrubi (Russ LaPointe)

### Épisode 22:Je ne te laisserai pas tomber
- États-Unis /  Canada : 22 mai 2019
- Belgique : 29 mai 2020 sur RTL-TVI